# ایزو ۵–۶۳۹
ISO 639-5 یا ایزو ۵–۶۳۹ رده پنجم استانداردهای ایزو ۶۳۹ است که برای نامگذاری اختصاری خانواده‌ها و گروه‌های زبانی استفاده می‌شود. این کدها را سازمان بین‌المللی استانداردسازی (ISO) منتشر می‌کند.